# Балканизация
Балканизацията е геополитически термин, който означава процес на разпад на държава или федерация, съпроводен с по-нататъшна етническа и политическа фрагментация на новообразуваните политически единици, които встъпват в конфликтни отношения помежду си и могат да стигнат и до гражданска война. Възниква при разпадането на Османската империя на Балканския полуостров и е въведен в обращение след Берлинския конгрес, но придобива особено звучене и употреба след Първата световна война, когато се разпада и Австро-Унгария, независимо, че основните й територии са били в Централна Европа, а с изключение на Триест и части от Адриатическото крайбрежие балканските й територии са обединени в новосъздадената Югославия. В съвременната си употреба терминът често означава негативните последици от разпад на мултиетнически държави и прояви на сепаратизъм, често съпровождани с гражданска война, етническо прочистване и установяване на диктатура като например при разпадането на Югославия.

## Примери
На Балканите с изключение на словенците всеки народ с държава си има народ и държава „близнак“:
- Албания → Косово;
- България → Северна Македония;
- Гърция → Република Кипър
- Румъния → Република Молдова;
- Сърбия → Република Сръбска;
- Турция → Северен Кипър;
- Хърватия → Хърватска република Херцег-Босна (присъединила се на 18 март 1994 към Босна и Херцеговина)
- Босна и Херцеговина → Санджак (възможно)